# Ecuadortapakul
Ecuadortapakul (Scytalopus robbinsi) är en starkt utrotningshotad sydamerikansk fågel i familjen tapakuler. Den är endemisk för Ecuador och beskrevs som ny för vetenskapen så sent som 1997.

## Utseende och läten
Ecuadortapakulen är en liten (11 cm) och grå tapakul med rätt kraftig svart näbb och brunbandade flanker. Den är vanligtvis mörkbrun på nacke, nedre delen av ryggen, övergumpen, övre stjärttäckarna och de inre vingpennorna. Stjärten är svartaktig. Honan är mer brun undertill än hanen. Hanens sång består av en minutlång serie med dubbla toner som avges taktfast.

## Utbredning och status
Fågeln förekommer i Stillahavssluttningen i sydvästra Ecuador (Azuay och El Oro). IUCN kategoriserar arten som starkt hotad.